# جامع السنة (رداع)

تعديل مصدري - تعديل

حارة جامع السنة هي إحدى حارات مدينة رداع أحد مدن محافظة البيضاء، بلغ تعداد سكانها 794 نسمة حسب تعداد اليمن لعام 2004.